# MV Agusta 125 Sport Competizione (Monoalbero)

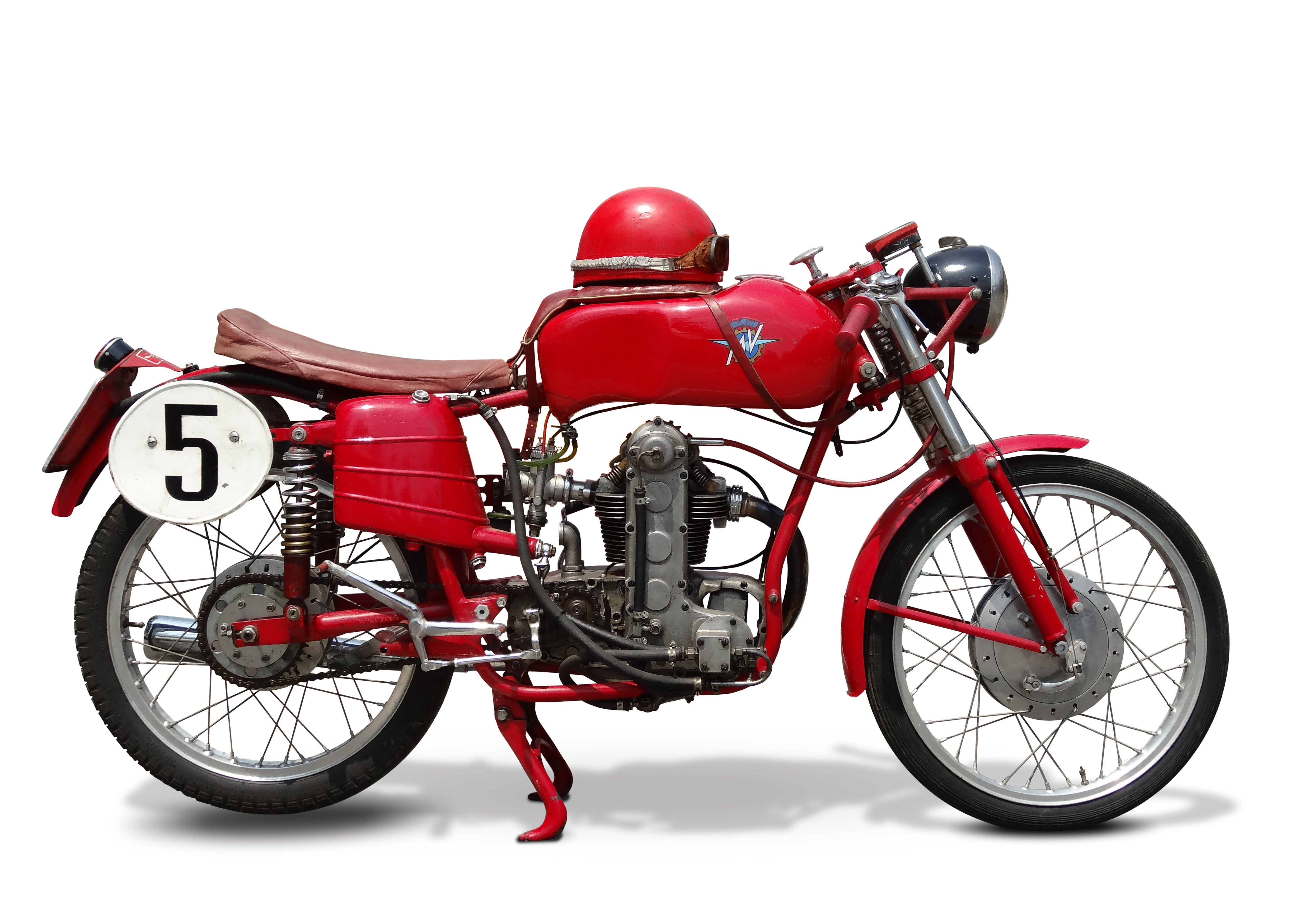
Eine MV Agusta 125 Sport Competizione

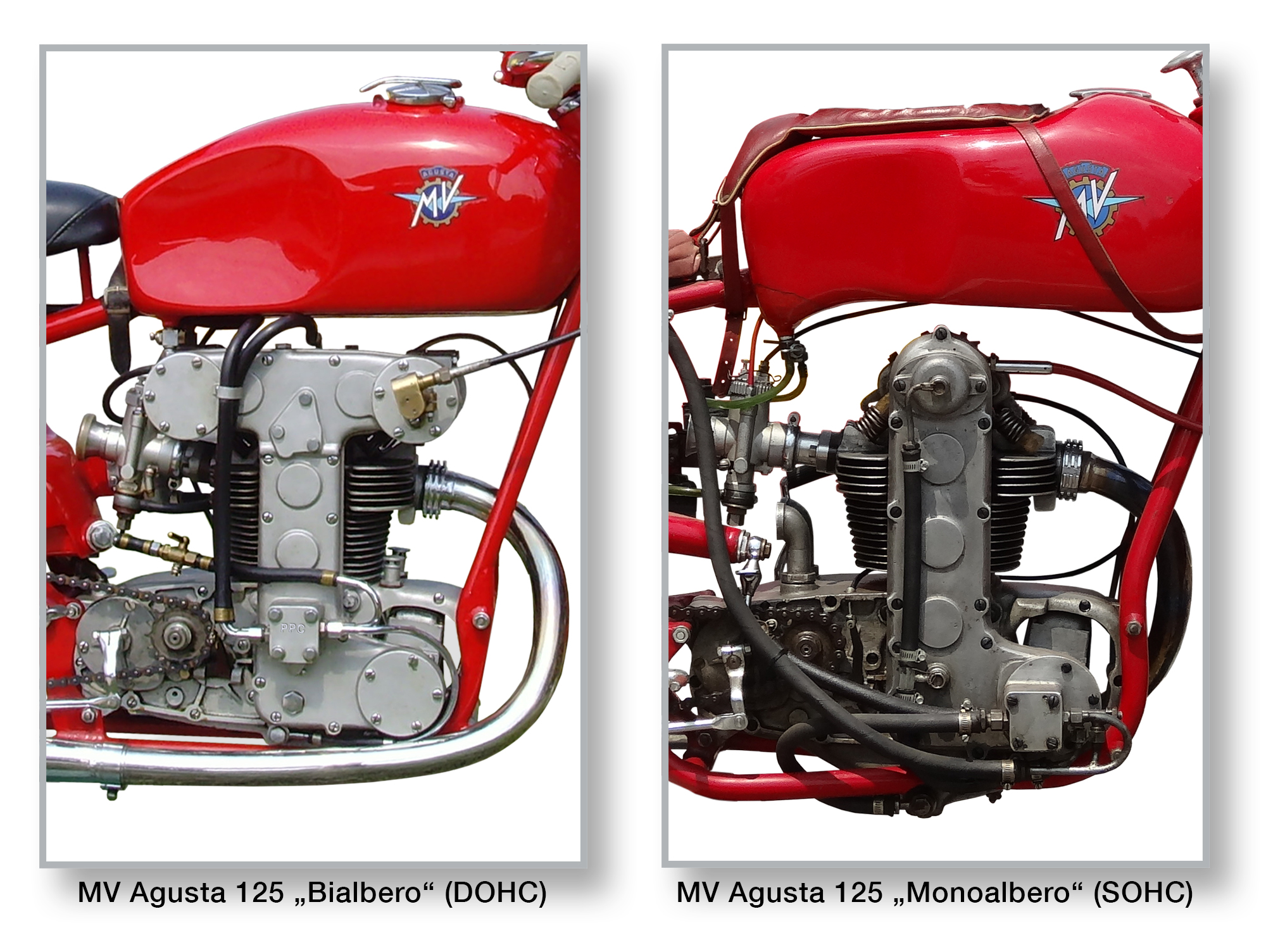
Motoren der MV Agusta 125 Bialbero (DOHC) und Monoalbero (SOHC) in der Gegenüberstellung

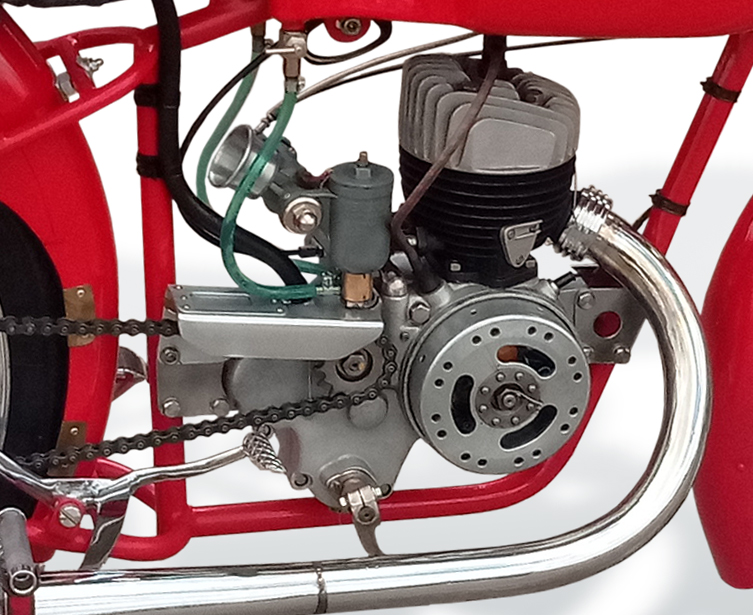
Der alte 125-cm³-Zweitakt-Rennmotor mit 8 PS, zu dessen Ablösung die Viertakter konstruiert wurden.

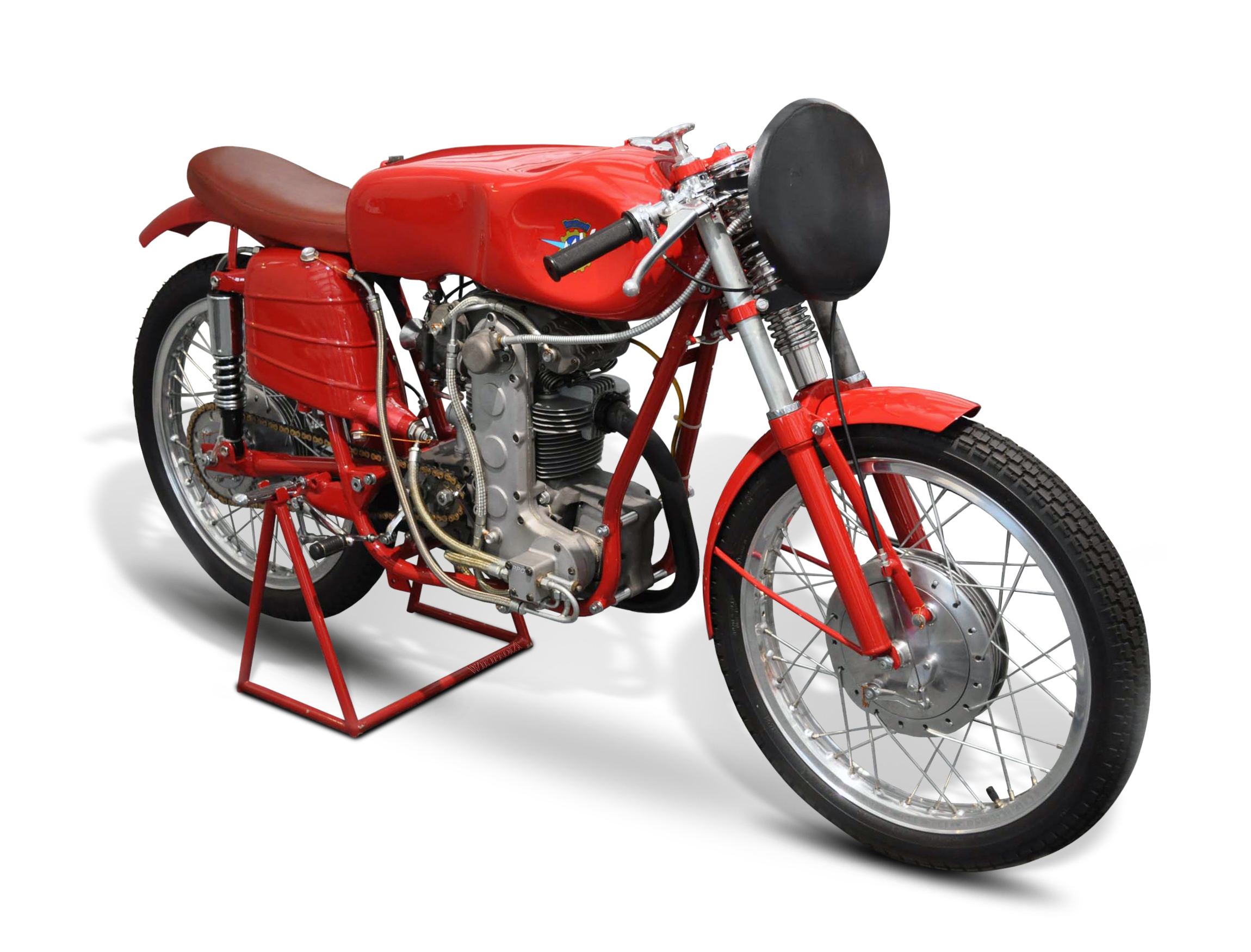
Zum Vergleich: Eine Corse 125 Bialbero, die zur gleichen Zeit eingesetzte Werksrennmaschine von Reparto Corse

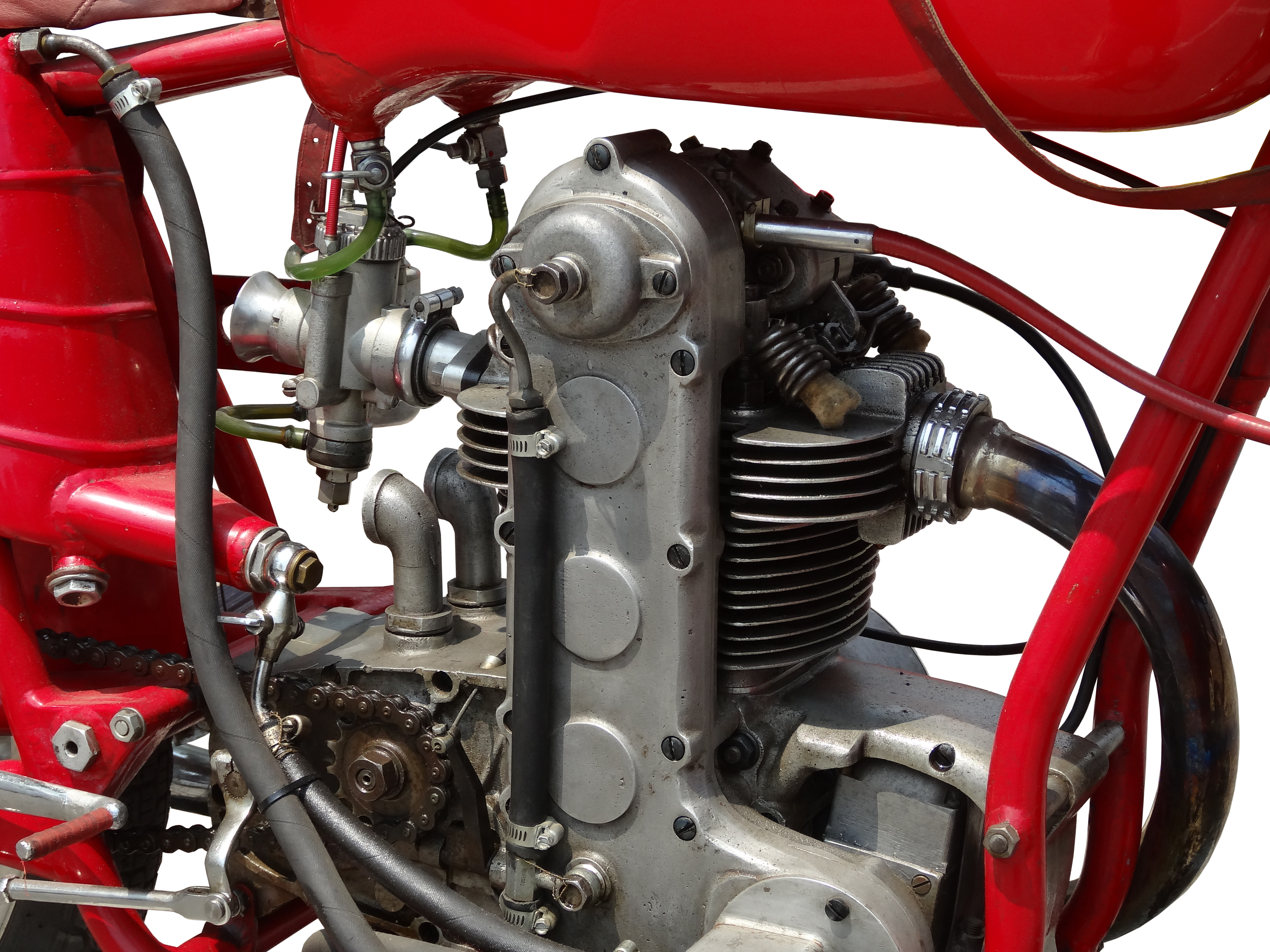
Der Motor einer Monoalbero im Detail

Die MV Agusta 125 Sport Competizione, meist aber einfach als 125 Monoalbero bezeichnet, war ein Rennmotorrad-Modell des italienischen Fahrzeugbauers MV Agusta, das in enger Anlehnung an die zu gleicher Zeit sehr erfolgreiche Werksmaschine MV Agusta 125 Bialbero gebaut wurde, und auch für Privatfahrer zu erwerben war. Das Modell kam 1953 auf den Markt, war ein sowohl sportlicher, als auch kommerzieller Erfolg und blieb bis 1956, – andere Quellen lauten 1958, in Produktion. Diese Diskrepanz der Jahreszahlen dürfte sich darauf beziehen, dass das von Agusta Sport Competizione genannte Modell ab Ende 1955 auch mit zwei Nockenwellen produziert wurde. Insgesamt wurden etwa 400 Maschinen von allen Version gebaut.
Die landläufige Bezeichnung „Monoalbero“ (Eine Welle) diente als Abgrenzung zu der „Bialbero“ (Zwei Wellen) und bezieht sich auf die Zahl der Nockenwellen.

## Hintergrund
Die 125 cm³-Viertaktmotor-Reihe wurde ins Leben gerufen, um im Rennsport die betagten (und unterlegenen) Zweitaktmotoren zu ersetzen, die zum Beispiel in der MV Agusta 125 Motore Lungo zum Einsatz kamen. Nachdem die 1950 eingesetzten Werksrennmaschinen MV Agusta 125 Bialbero erfolgreich waren, beschloss Agusta auf dieser Basis ein Motorrad für den ambitionierten Privatfahrer auf den Markt zu bringen. 1952 wurde die Maschine als 125 Monoalbero Corsa erstmals auf dem Mailänder Autosalon präsentiert.

## Das Motorrad
Es wurden zwei Versionen präsentiert: ein Rundstreckenmotorrad und ein „Motorino“ (Roller) – eigentlich eine Art „geschrumpftes“ Motorrad mit 12-Zoll-Rädern (30,5 cm), da in Italien zu dieser Zeit sogenannte „Scooter“-Rennen sehr populär waren.
Obwohl sich der Einwellen-Motor von dem der Bialbero unterschied, waren Chassis und Kraftübertragung nahezu gleich, sodass die Kunden auch von den weiter entwickelten Fahrwerken der Weltcup-Maschinen des Werksteams profitieren konnten.
Zur Rennsaison 1956 wurde die Sport Competizione mit einem Zwei-Nockenwellen-Motor angeboten, unterschied sich jedoch wegen eines anderen Steuergehäuses von den Werksmaschinen.
Wie auch von der Bialbero gab es eine spezielle Version mit einem auf 175 cm³ vergrößertem Hubraum, die bei den, in Italien sehr beliebten Langstreckenrennen eingesetzt wurde.
Ab 1957 gab es ein straßenzugelassenes Modell.
1958 endete die Produktion. Von der Monoalbero-Variante wurden etwa 200 Maschinen gebaut, fast alle in der „Ruote alte“-Version (mit großen Rädern), da die Rennserie der Scooter für Ende 1953 abgeschafft worden war.

## Technische Daten
| Motor                        | Motor |
| ---------------------------- | --- |
| Bauart                       | durch Fahrtwind luftgekühlter Einzylinder-Viertaktmotor; Trockensumpfschmierung mit Saug- und Druck-Zahnradpumpe; obenliegende, über Zahnradkaskade angetriebene Nockenwelle |
| Hubraum                      | 123,5 cm³ |
| Bohrung × Hub                | 53 × 56 mm |
| Verdichtung                  | 9,2:1 |
| Vergaser                     | Dell’Orto SS 27 A |
| Antrieb                      | |
| Kupplung                     | Ölbad-Lamellenkupplung |
| Getriebe                     | 4 Gänge, mit dem Kurbeltrieb in gemeinsamen Gehäuse |
| Antrieb primär / sek.        | Stirnräder / Kette |
| Elektrik                     | |
| Zündung                      | Schwungradmagnetzündung |
| Spannung                     | k. A. |
| Lichtmaschine                | k. A. |
| Leistung                     | |
| Leistung                     | 16 PS (11,7 kW) bei 10300/min |
| Höchstgeschwindigkeit        | 150 km/h |
| Rahmen und Maße              | |
| Rahmen                       | Rohr, geschlossene Doppelschleife |
| Radstand                     | 1250 mm |
| Länge                        | 1980 mm |
| Breite                       | 610 mm |
| Gewicht                      | 75 kg |
| Tankinhalt                   | 14 Liter |
| Verbrauch                    | k. A. |
| Federung, Reifen und Bremsen | |
| Radführung vorne / hinten    | Teleskopgabel mit zentralem hydraulischem Dämpfer / Schwinge, Teleskopstoßdämpfer mit konzentrischen Schraubenfedern (Federbeine)                                            |
| Räder vorne / hinten         | 1,75×19″ Leichtmetallfelgen, Stahlspeichen / 2,25×19″, Leichtmetallfelgen, Stahlspeichen                                                                                     |
| Reifen vorne / hinten        | 2,00 × 19″ / 2,50 × 19″ |
| Bremsen vorne / hinten       | Trommelbremse 180 mm / Trommelbremse 150 mm |

Quelle:

## Sportliche Erfolge
Obwohl die Monoalbero gegen die Werksrennfahrer von MV Agusta, F.B Mondial und Moto Morini antreten musste, war die Maschine dennoch ein Erfolg. Privatfahrer, wie zum Beispiel der Deutsche Karl Lottes, konnten mit dem Modell in den ersten drei Saisons ihres Einsatzes (1953 bis 1955) sogar in der Weltmeisterschaft vereinzelt punkten.
Auf nationaler Ebene war das Modell extrem erfolgreich und musste neben der ebenfalls als „Production-Racer“ konzipierten Mondial als einzigem ernstzunehmenden Konkurrenten fast keine Gegner fürchten: Allein 1953 gewann die Monoalbero 66 Rennen und die englische Meisterschaft. Es folgten Dutzende weitere Erfolge in den nächsten Jahren. Probleme mit der Ölversorgung und der Ventilsteuerung konnten behoben werden.
Am 10. Juni 1957 erzielte der damals erst siebzehnjährige Mike Hailwood bei einem Rennen in Blandford seinen ersten Erfolg mit einer MV Agusta 125 Sport Competizione.
Die Modelle der MV Agusta 125 Sport Competizione errangen bis 1963 insgesamt 389 Siege, zehn davon bei Scooter-Rennen.
- 2 Italienische Meisterschaften (Ernesto Brambilla / O. Ermeti)
- 2 italienische Scooter-Meisterschaften (Giovanni Degli Antoni / L. Filiberti)
- 1 italienische Bergmeisterschaft (A. Folegnani)
- Sieg am 21. Sept. 1952 in Castelfranco Veneto (A. Attolini)
- 10 ausländische Meisterschaften